# Juja
Juja ókori egyiptomi nemesember, Min főpapja a XVIII. dinasztia idején; Tuja férje, III. Amenhotep fáraó feleségének, Tije királynénak, valamint Anen főpapnak az apja. Lehetséges, hogy Ay fáraó is az ő fia volt.

## Származása, élete
Juja feltehetőleg a felső-egyiptomi Ahmím városából származott. Lehetséges, hogy ázsiai eredetű volt, erre utal nem tipikusan egyiptomi külseje, valamint szokatlan neve, mely több különböző írásmóddal maradt fenn, és lehetséges, hogy egy hosszabb név rövidítése. Az egyiptomi hadsereg elitalakulatának számító harci kocsisok, valamint a lovasság parancsnoka volt IV. Thotmesz idején, vagy talán már korábban, II. Amenhotep uralkodásának vége felé is. Ezekhez az alakulatokhoz már a XVIII. dinasztia uralkodásának elejétől fogva toboroztak ázsiaiakat, lehetséges, hogy Juja vagy valamelyik felmenője is ezek közt az ázsiaiak közt volt. Felesége, Tuja magas rangú egyiptomi hölgy volt, jelentős pozícióval Ámon, valamint Ahmím helyi istene, Min papságában. Maga Juja is betöltött papi pozíciót; Min első prófétája és jószágainak felügyelője volt Ahmímban, feltehetőleg már miután visszavonult a hadseregtől.
Egy időben feltételezték, hogy Juja III. Amenhotep anyjának, Mutemwiának a testvére, de erre nincs bizonyíték, és Mutemwia állítólagos mitanni származására sem.

## Gyermekei
Juját és Tuját név szerint említi III. Amenhotep több emlékszkarabeuszon is, mint Tije királyné szüleit. Tije még egészen Amenhotep uralkodása elején lett a fáraó felesége, amikor mindketten még gyermekek voltak, és az ókori Egyiptom történelmének egyik legbefolyásosabb asszonyává vált.
Fiukat, Anent, aki Ámon második prófétája volt III. Amenhotep uralkodása alatt, Tuja koporsóján említik. Maga Anen nem említi befolyásos rokonságát.
Hogy Ay, a későbbi fáraó Juja és Tuja másik fia volt-e, mint azt legtöbben feltételezik, csak közvetett bizonyítékok támasztják alá, először is idegen hangzású neve, mely igen hasonlít Juja nevének egyik írásmódjához, azonos címeik egész sora, köztük a „lovasság parancsnoka” (mely címet Juja a szintén idegen nevű Jeitől örökölt), illetve „az isten atyja” (mely egyes feltételezések szerint arra utalhat, hogy az illető a fáraó apósa, és így azt az elméletet is alátámasztaná, hogy Ay volt az apja Ehnaton valamelyik feleségének, a legnépszerűbb feltételezés szerint Nofertitinek, de a hasonló hangzású idegen nevek alapján Kia is szóba került), valamint hogy Ay emeltetett egy kápolnát Minnek Ahmímban.

## Sírja és múmiája
Juja és Tuja sírja a Királyok völgye 46, melyet Theodore Davis megbízásából James Quibell tárt fel 1905-ben; Tutanhamon sírjának felfedezéséig (1922) ez volt a völgy egyetlen nagyrészt érintetlen ismert sírja. Bár a sírba betörtek, a sírrablókat megzavarhatták, mert a két múmia és tárgyak nagy része épségben fennmaradt. A sírban gyönyörű tárgyakat találtak, köztük számos unokájuk egyikének, Szitamonnak aranyozott székeit.
Múmiája vizsgálata alapján Juja magasabb volt az átlag egyiptomi férfinál, hullámos, ősz hajával, karvalyorrával és telt ajkaival tekintélyt parancsoló lehetett. A múmia fontos szerepet játszott abban, hogy a Királyok völgye 35 sírból előkerült, „Idősebb hölgy” néven ismert múmiát azonosítsák Tije királyné múmiájaként. A 2010-ben publikált, a XVIII. dinasztia végének családi kapcsolatait tisztázó DNS-vizsgálatok során az Idősebb hölgyet 99.99999929%-os biztonsággal azonosították Juja és Tuja leányaként, és 99.99999964% eséllyel bebizonyosodott, hogy ő és III. Amenhotep az Ehnatonként azonosított KV55 múmia szülei, így Tijét sikerült végleg azonosítani.

## Érdekesség
Ahmed Osman elmélete a bibliai Józseffel, Jákob fiával azonosítják Juját, és unokája, Ehnaton egyistenhitét a zsidó vallásból eredeztetik, ez azonban téves elképzelés.